# Championnat de Singapour de football 2016
Navigation
Saison 2015 Saison 2017
La saison 2016 du Championnat de Singapour de football est la quatre-vingt-quatrième édition de la première division à Singapour, organisée par la fédération singapourienne sous forme d'une poule unique où toutes les équipes rencontrent trois fois leurs adversaires au cours de la saison. Il n'y a pas de relégation puisque les clubs inscrits sont des franchises, à l'image de ce qui se fait dans les championnats australien ou nord-américain.
C'est le club d'Albirex Niigata qui est sacré cette saison après avoir terminé en tête du classement final avec un seul point d'avance sur Tampines Rovers et neuf sur le tenant du titre, DPMM Brunei. Il s'agit du tout premier titre de champion de Singapour de l'histoire du club.
À l'issue de la saison, le champion se qualifie pour la Ligue des champions de l'AFC, alors que le vainqueur de la Coupe de Singapour obtient son billet pour la Coupe de l'AFC. Néanmoins, les franchises « étrangères » comme DPMM Brunei et Albirex Niigata (ainsi que les Young Lions) ne peuvent pas s'aligner en compétition asiatique pour représenter Singapour. Ainsi la place en Ligue des champions est attribuée à la meilleure formation singapourienne du classement final, à savoir le second, Tampines Rovers, alors que pour la Coupe de l'AFC, après le doublé Coupe-championnat d'Albirex Niigata, c'est le 4e du classement final, Home United, qui obtient son billet pour la phase de groupes.
Le championnat passe de dix à neuf clubs avec le retrait de Harimau Muda B.

## Les clubs participants
- Albirex Niigata
- Balestier Khalsa
- DPMM Brunei
- Geylang International
- Home United
- Hougang United
- Warriors FC
- Tampines Rovers
- Young Lions

## Compétition
Le barème de points servant à établir le classement se décompose ainsi :
- Victoire : 3 points
- Match nul : 1 point
- Défaite : 0 point

### Classement final
| Rang | Équipe                | Pts | J  | G  | N | P  | Bp | Bc | Diff |
| ---- | --------------------- | --- | -- | -- | - | -- | -- | -- | ---- |
| 1    | Albirex NiigataC      | 50  | 24 | 16 | 2 | 6  | 50 | 24 | +26  |
| 2    | Tampines Rovers       | 49  | 24 | 15 | 4 | 5  | 50 | 28 | +22  |
| 3    | DPMM BruneiT          | 41  | 24 | 12 | 5 | 7  | 47 | 37 | +10  |
| 4    | Home United           | 37  | 24 | 11 | 4 | 9  | 50 | 42 | +8   |
| 5    | Hougang United        | 37  | 24 | 10 | 7 | 7  | 35 | 29 | +6   |
| 6    | Geylang International | 32  | 24 | 9  | 5 | 10 | 33 | 39 | -6   |
| 7    | Warriors FC           | 28  | 24 | 7  | 7 | 10 | 39 | 39 | 0    |
| 8    | Balestier Khalsa      | 19  | 24 | 4  | 7 | 13 | 23 | 42 | -19  |
| 9    | Young Lions           | 9   | 24 | 2  | 3 | 19 | 23 | 70 | -47  |

|  | Champion de Singapour 2016                                                      |
|  | Qualification pour le tour préliminaire de la Ligue des champions de l'AFC 2017 |
|  | Qualification pour la Coupe de l'AFC 2017                                       |
|  | T : Tenant du titre C : Vainqueur de la Coupe de Singapour                      |

## Bilan de la saison
| Championnat de Singapour de football 2016             |                             |
| Champion                                              | Albirex Niigata (1er titre) |
| Coupes et trophées                                    |                             |
| Vainqueur de la Coupe de Singapour 2016               | Albirex Niigata             |
| Qualifications continentales                          |                             |
| Ligue des champions de l'AFC 2017 (tour préliminaire) | Tampines Rovers             |
| Coupe de l'AFC 2017                                   | Home United                 |
| Promotions et relégations                             |                             |
| Promus en S-League                                    | Aucun                       |
| Relégués                                              | Aucun                       |